# Theodoen di Autun
Teodoen o Teudoin, Theodoen in francese, Teuduí in catalano e Teodoinus in latino (verso la metà del secolo VIII – 826 circa), fu Conte di Autun.

## Origine
Nato in Borgogna, secondo la Critique des deux chartes de foundation de l'abbaye de Saint-Guillem-du-Désert, in cui Guglielmo d'Aquitania, attesta che Teodoen o Teudoin assieme a Alleaume (o Adalelmo) e Teodorico è suo fratello (fratre meo Teodoino et Teoderico et Adalelmo) e i suoi genitori erano Teodorico e Aldana (genitore meo Theuderico et genitrice mea Aldana) Alleaume o Adalelmo era figlio del Conte di Autun, Teodorico I (prima metà secolo VIII – ca. 793) di antica famiglia Merovingia e di Alda o Audana (?-† 751), che secondo la Histoire du Duché de Bourgogne du VIIIème au XIVème siècle, era figlia di Carlo Martello e di Rotrude di Treviri.

Di Teodorico I d'Autun non si conoscono gli ascendenti, ma, già nel 736, secondo la Histoire du Duché de Bourgogne du VIIIème au XIVème siècle, era uno dei fedeli alleati di Carlo Martello, quando quest'ultimo intervenne in Borgogna, e poi secondo gli Einhardi Annales lo fu anche di Carlo Magno. 

Quindi Teodoen o Teudoin era cugino di Carlo Magno.

## Biografia
Della vita di Adalelmo non si hanno molte informazioni. 
Suo padre, Teodorico morì, verso il 793 e Teodoen (o Teudoin) gli succedette, come ci viene confermato, sia da LES FAMILLES NOBLES DU ROYAUME, DU DUCHÉ ET DU COMTÉ DE BOURGOGNE ET DE FRANCHE-COMTÉ : LES COMTES D'AUTUN, che da la Histoire du Duché de Bourgogne, du VIIIème au XIVème siècle.
Sempre secondo sia da LES FAMILLES NOBLES DU ROYAUME, DU DUCHÉ ET DU COMTÉ DE BOURGOGNE ET DE FRANCHE-COMTÉ : LES COMTES D'AUTUN, che da la Histoire du Duché de Bourgogne, du VIIIème au XIVème siècle Teodoen (o Teudoin) governò la contea per circa quattro anni e venne sostituito da Childebrando III.
Nell'804, Teodoen, secondo la Critique des deux chartes de foundation de l'abbaye de Saint-Guillem-du-Désert, era ancora in vita, essendo presente alla fondazione del monastero benedettino di Gellona, l'attuale abbazia di Saint-Guilhem-le-Désert, avvenimento riportato anche nella Ex vita Sancti Willelmi.
Non si conosce l'anno esatto della sua morte, che avvenne nell'816, secondo LES FAMILLES NOBLES DU ROYAUME, DU DUCHÉ ET DU COMTÉ DE BOURGOGNE ET DE FRANCHE-COMTÉ : LES COMTES D'AUTUN o, nell'826, secondo Foundation for Medieval Genealogy.

## Matrimonio e discendenza
Della moglie di Teodoen non si conoscono né il nome né gli ascendenti, e a Teoden diede un figlio:
- Teodorico († dopo l'821), conte di Autun[4].

### Fonti primarie
- (LA)  Monumenta Germanica Historica, Scriptores, tomus primus.
- (LA)  Recueil des historiens des Gaules et de la France. Tome 5.

### Letteratura storiografica
- (LA)  (FR)  Critique des deux chartes de foundation de l'abbaye de Saint-Guillem-du-Désert.
- (FR)  Histoire du Duché de Bourgogne du VIIIème au XIVème siècle.